# ニュージャージー地震 (2024年)
ニュージャージー地震（ニュージャージーじしん）は、2024年4月5日10時23分（現地時間）、アメリカ合衆国ニュージャージー州ハンタードン郡を震源として発生したM4.8の地震。ニューヨーク、フィラデルフィア、ボストンなどアメリカ合衆国北東部の広範囲で有感となったが、影響は比較的軽微で、大きな被害は報告されなかった。その後も数回の余震があった。
アメリカ合衆国北東部の地震としては1884年8月10日に発生したM5.0の地震以来、最大の地震であった。

## 地震
震源断層はペンシルベニア州からニューヨーク州にかけて延びるラマポ断層とみられている。
震源はニュージャージー州ハンタードン郡のホワイトハウス・ステーション付近（北緯40.683度、西経74.753度）。震源の深さは4.7km。地震の規模を示すマグニチュードは4.8。
少なくとも18回の余震が報告されている。最大余震は17時59分ごろに発生したグラッドストーン付近を震源とするM3.8の地震。

## 影響
マンハッタンにある国際連合本部ビルでは、パレスチナ・イスラエル戦争に関する安全保障理事会の会合が地震によって中断された。